# Dischord Records
Dischord Records est un label indépendant américain de punk rock et punk hardcore, basé à Washington. Le label est codétenu par Ian MacKaye et Jeff Nelson, qui ont fondé Dischord en 1980 pour sortir Minor Disturbance de leur groupe The Teen Idles,,. Avec d'autres labels indépendants américains tels que Twin/Tone, Touch and Go Records et SST Records, Dischord a contribué à lancer le réseau national de groupes underground qui a formé la scène rock indé des années 1980. Ces labels président au passage du punk hardcore qui dominait alors la scène underground américaine aux styles plus diversifiés de rock alternatif qui émergeaient.
Le label est surtout connu pour son éthique do it yourself, produisant tous ses albums et les vendant à des prix réduits sans financement de la part des grands distributeurs. Dischord continue de publier des disques de groupes de Washington D.C., et de documenter et soutenir la scène musicale de Washington D.C. En octobre 2016, le label employait quatre personnes.
Dischord était un label local dans les premiers jours du punk hardcore, et est l'un des labels indépendants les plus célèbres, avec Alternative Tentacles, Epitaph, SST Records, et Touch and Go Records.

## Histoire
Le label Dischord est fondé en 1980 par Ian MacKaye. Il lui servira pour sortir les disques des Teen Idles (groupe éphémère dans lequel il est bassiste) puis les disques de Minor Threat dans lequel joue en tant que batteur Jeff Nelson le cogérant de Dischord. Le prix de vente d'un CD chez Dischord est généralement de 10 $. Actuellement le label compte une quarantaine de groupes, tous originaires de Washington (district de Columbia).
Le logo du label a été créé par Nelson, qui est titulaire d'un diplôme d'associé en design publicitaire. Influencés par des labels existants comme Dangerhouse Records, MacKaye et Nelson s'installent dans la désormais célèbre Dischord House et gèrent le label à partir de ses locaux. La première sortie de Dischord est Minor Disturbance de Teen Idles. en 1980. Les membres du groupe découpent, plient et collent eux-mêmes l'emballage du disque pour réduire les coûts. Le premier split 12" du label est Faith / Void Split par les groupes The Faith et Void.
Dischord se limite aux groupes de la scène de Washington. Le label propose le même accord de base à tous les artistes : Dischord avance une certaine somme d'argent pour l'enregistrement et la fabrication et, une fois ces coûts récupérés, le distributeur du label prend 30 % des bénéfices et le groupe et le label se partagent le reste,. « Nous n'avons pas recours à des contrats, à des avocats ou à ce genre de choses », explique MacKaye. « Nous sommes des partenaires - ils font la musique, et nous faisons les disques ». Jeff Nelson affirme que l'entreprise n'avait jamais eu pour but de faire du profit, mais qu'il s'agissait simplement d'un moyen de mettre les albums de leurs amis entre les mains des fans. Malgré les critiques formulées au fil des ans sur la façon dont le label est géré, MacKaye affirme que tout fonctionne et continuera à fonctionner de la même façon, sans contrat ni avocat. « Depuis le début de ce label, les gens ont dit que notre façon de faire était insoutenable, irréaliste, idéaliste, et que nous ne faisions que rêver », déclare-t-il. « Eh bien, le rêve a maintenant 35 ans, alors ils peuvent aller se faire foutre ».
En 2017, ils mettent leur catalogue sur Bandcamp pour un streaming ou un achat gratuit.
En mai 2021, il est annoncé que Dischord rééditerait les six premiers disques 7" du label dans un coffret remastérisé. Sous le numéro de catalogue Dischord 200, il comprendra des singles et des EP de Minor Threat, Government Issue, Teen Idles, SOA et Youth Brigade.

## Groupes et artistes
- Antelope
- Artificial Peace
- Autoclave
- Beauty Pill
- Beefeater
- Black Eyes
- Bluetip
- Branch Manager
- Capitol City Dusters
- Circus Lupus
- The Crownhate Ruin]
- Dag Nasty
- Deadline
- Egg Hunt
- El Guapo
- Embrace
- The Evens
- Faith
- Faraquet
- Fidelity Jones
- French Toast
- Fire Party
- Fugazi
- Government Issue
- Gray Matter
- Happy Go Licky
- High Back Chairs
- Holy Rollers
- Hoover
- Ignition
- Iron Cross
- Jawbox
- Lungfish
- The Make-Up
- Marginal Man
- Medications
- Minor Threat
- The Nation of Ulysses
- One Last Wish
- The Pupils
- Q and Not U
- Red C
- Rites of Spring
- Scream
- Severin
- Shudder to Think
- Skewbald / Grand Unio
- Slant 6
- Smart Went Crazy
- Soulside
- SOA
- Teen Idles
- Three
- Trusty
- Untouchables
- Void
- The Warmers
- Youth Brigade